# ألفرد غوتشالك
ألفرد غوتشالك (بالألمانية: Alfred Gottschalk)‏ هو أستاذ جامعي وعالم كيمياء حيوية ألماني، ولد في 22 أبريل 1894 في آخن في لوثارينجيا، وتوفي في 4 أكتوبر 1973.

## وصلات خارجية
- ألفرد غوتشالك على موقع الموسوعة البريطانية (الإنجليزية)